# Kinette Gautier
Pour les articles homonymes, voir Gautier.
Kinette Gautier est une restauratrice et Maître Sommelier.

## Biographie
Kinette Gautier est née un 22 décembre. Pendant son enfance, dans les années 1940, la mère et la grand-mère de Kinette Gautier l'initient à la dégustation du vin. Elle fait ses études à l'Institution Sainte-Marie de la Bastide puis au lycée Gustave-Eiffel à Bordeaux. Elle commence sa carrière professionnelle dans les années 1960, en tant que comptable chez Dulong Frères et fils, des négociants de vin bordelais. Elle s'initie alors à l'œnologie et aux techniques d'assemblage du vin. 
En 1975, elle rencontre son futur mari, Michel Gautier, chef cuisinier (1940 – 22 décembre 2019),.
En 1978, elle ouvre Le Rouzic dans sa maison familiale, située dans le quartier de la Bastide,. Quand son mari est chef en cuisine, elle est responsable de la cave à vin et de la gestion de la salle. Très populaire, le restaurant déménage le 13 décembre 1980 dans le centre-ville de Bordeaux, près du Grand Théâtre. L'établissement est distingué d'une étoile et de trois fourchettes au Guide Michelin, puis de la clé d'or et de trois toques au Gault et Millau. Elle donne des cours d'œnologie à l'École de Savignac dans les années 1990,. En août 1994, le couple cesse ses activités à cause de difficultés économiques et Le Rouzic est vendu au tribunal de commerce. 
En octobre 1994, Kinette Gautier s'inscrit en tant que consultante culinaire à la chambre des métiers de Bordeaux et à la chambre de commerce et d'industrie Bordeaux Gironde. À partir de janvier 2000, elle organise des dégustations de vins dans la cuisine laboratoire aménagée au rez-de-chaussée de sa maison, à la Bastide.
Dans les années 2010, elle dirige La Table privée à Bordeaux, avec son mari. Leur fils, Jean Trias, est responsable technique au Château Sansonnet (Saint-Émilion).
En 2013, elle est la marraine de la première édition des Trophées des « Femmes de l'économie ».
En tant que maître sommelier (titre acquis en 1992),, Kinette Gautier est membre de l'Union de la sommellerie française (UDSF),. Elle est spécialisée dans les vins du Bordelais,. Le Grand Prix du Concours National Femmes et Vins de France porte son nom. Elle est également membre du jury de ce concours, tout comme au Concours Mondial Femmes et Vins du Monde,, au Guide international du vin rosé et au Concours mondial de Bruxelles,.

## Titres et distinctions
- En tant que sommelière et responsable de salle du restaurant Le Rouzic :
  -  Étoile et trois fourchettes au Guide Michelin[5]
  -  Clé d'or et trois toques au Gault et Millau[5]
- Maître sommelier de l'Union de la sommellerie française (1992)[4]
- Médaille de bronze de l'Académie de Bordeaux[Laquelle ?][4]
- Dame de la Jurade de Saint-Émilion[4]
- Gente Dame d'honneur des Hospitaliers de Pomerol[4]
- Gourmette de la Commanderie du Bontemps de Sauternes et de Barsac[4]
- Gentilhomme d'honneur des Gentilshommes du Duché de Fronsac[4]
- Commandeur d'honneur de la Commanderie du Bontemps du Médoc et des Graves[4]
- Compagnon du Beaujolais[4]
- Cousin de la Cousinerie de Bourgogne[4]
- Ambassadrice de la ville de Bordeaux[4]